# Hartford International University for Religion and Peace

La Hartford International University for Religion and Peace (Université internationale de Hartford pour la religion et la paix) est une faculté de théologie protestante située à Hartford, dans le Connecticut, aux États-Unis. Elle était autrefois connue sous le nom de Séminaire de Hartford (Hartford Seminary). Elle se distingue actuellement par ses programmes de dialogue interreligieux, particulièrement axés sur le dialogue entre chrétiens et musulmans.

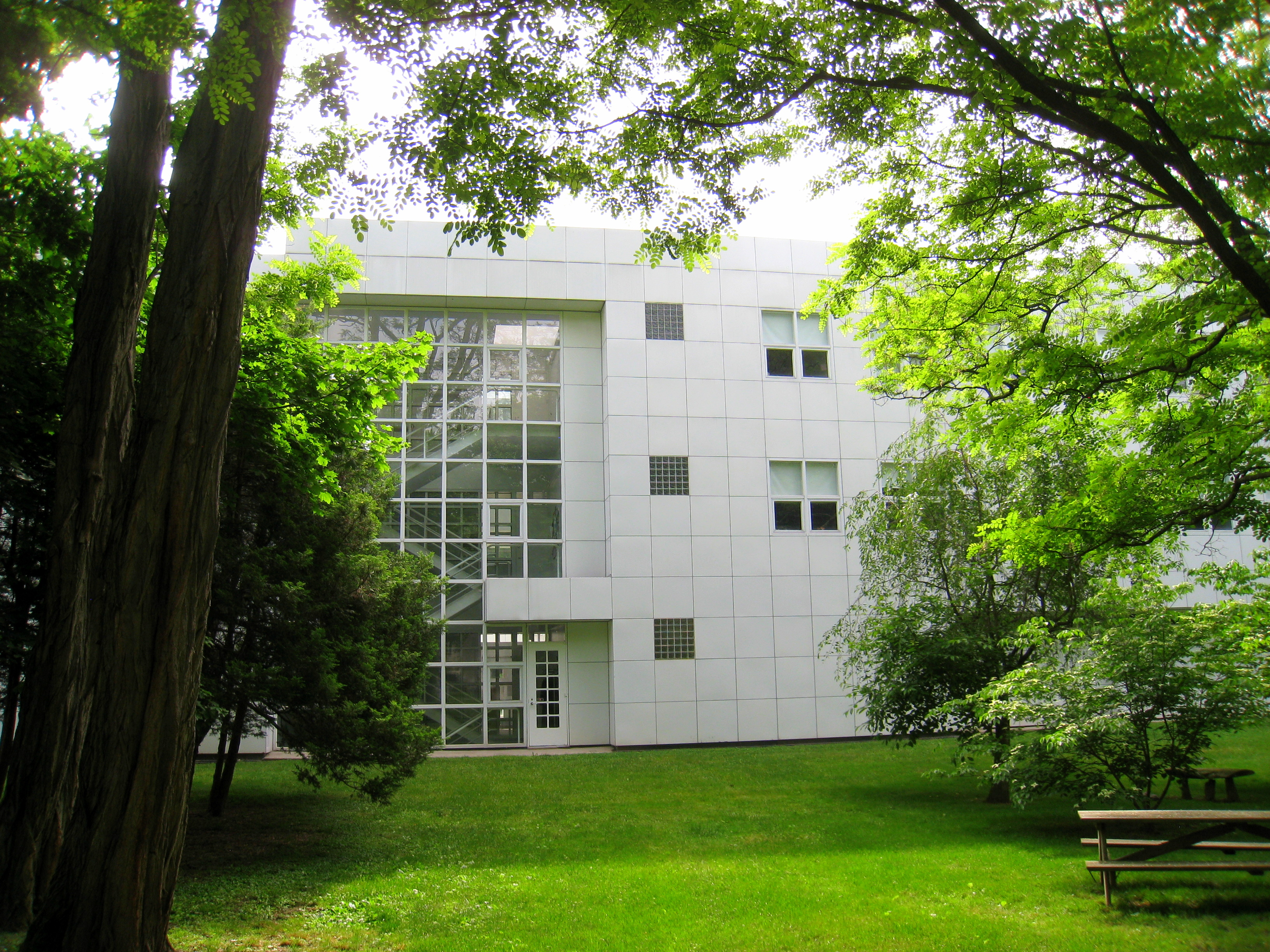
L'Université internationale de Hartford pour la religion et la paix.

## Historique
Les origines du Séminaire de Hartford remontent à 1833, lorsque l'Union pastorale du Connecticut a été créée pour former les pasteurs congrégationalistes. L'année suivante, l'Institut théologique du Connecticut a été fondé à East Windsor Hill, petite ville du comté de Hartford, dans le Connecticut. En 1865, l'institution déménage à Hartford même et prend en 1885 le nom de Hartford Theological Seminary. Le Bible Normal College s'affilie au séminaire en 1902 et prend le nom de Hartford School of Religious Pedagogy. 
En 1911, le Séminaire ouvre l'École missionnaire de Hartford, autour de la formation missionnaire qui s'était développée depuis longtemps en son sein. Madame Emma Baker Kennedy, de New York, dote généreusement l'école en mémoire de son mari décédé, John Stewart Kennedy, et le nom de l'école devient la Kennedy School of Missions,. 
En 1913, les trois activités sont combinées. En 1961, elles sont fusionnées et adoptent le nom de Hartford Seminary Foundation, qui a été utilisé jusqu'en 1981, date à laquelle le nom plus simple de Hartford Seminary a été adopté.
La Hartford Seminary Foundation a publié le Hartford Quarterly (initialement appelé Bulletin-Hartford Seminary Foundation) de 1960 à 1968.
En 1972, le séminaire change d'orientation afin de répondre à l'évolution des besoins de l'enseignement théologique et des églises. Il restructure son programme et abandonne progressivement l'enseignement pastoral (il ne délivre plus de master en théologie), choisissant de  se concentrer sur le développement du leadership des laïcs et du clergé, sur la communication et le développement des paroisses, sur la sociologie de l'église, ainsi que sur les études islamiques et les relations islamo-chrétiennes.
En 1990, le Hartford Seminary a adopté un statut d'école de théologie indépendante de toute dénomination religieuse. Le 1er janvier 2018, il rejoint le Boston Theological Interreligious Consortium (BTI), qui est le plus grand consortium théologique au monde.
En octobre 2021, le séminaire de Hartford a officiellement changé de nom pour devenir l'Université internationale de Hartford pour la religion et la paix,, afin de mieux refléter l'accent mis sur le dialogue interconfessionnel. Le logo de l'université a également été mis à jour.

## L'enseignement
L'enseignement de l'Université comporte deux branches : 
- le Hartford Institute for Religion Research[6]
- le Duncan Black Macdonald Center for the Study of Islam and Christian-Muslim Relations, le plus ancien centre du pays pour les études islamo-chrétiennes, ouvert en 1973[7].

Le séminaire propose des programmes de certificat et des diplômes d'études supérieures jusqu'au niveau du doctorat, y compris le seul programme d'aumônerie islamique accrédité,.

## RevueThe Muslim World
L'université internationale de Hartford accueille depuis 1938 The Muslim World, une revue universitaire consacrée à la promotion et à la diffusion de la recherche scientifique sur l'islam et les sociétés musulmanes, ainsi que sur les aspects historiques et actuels des relations islamo-chrétiennes. Fondée en 1911, la revue est éditée et publiée tous les trimestres.

## Anciens élèves célèbres

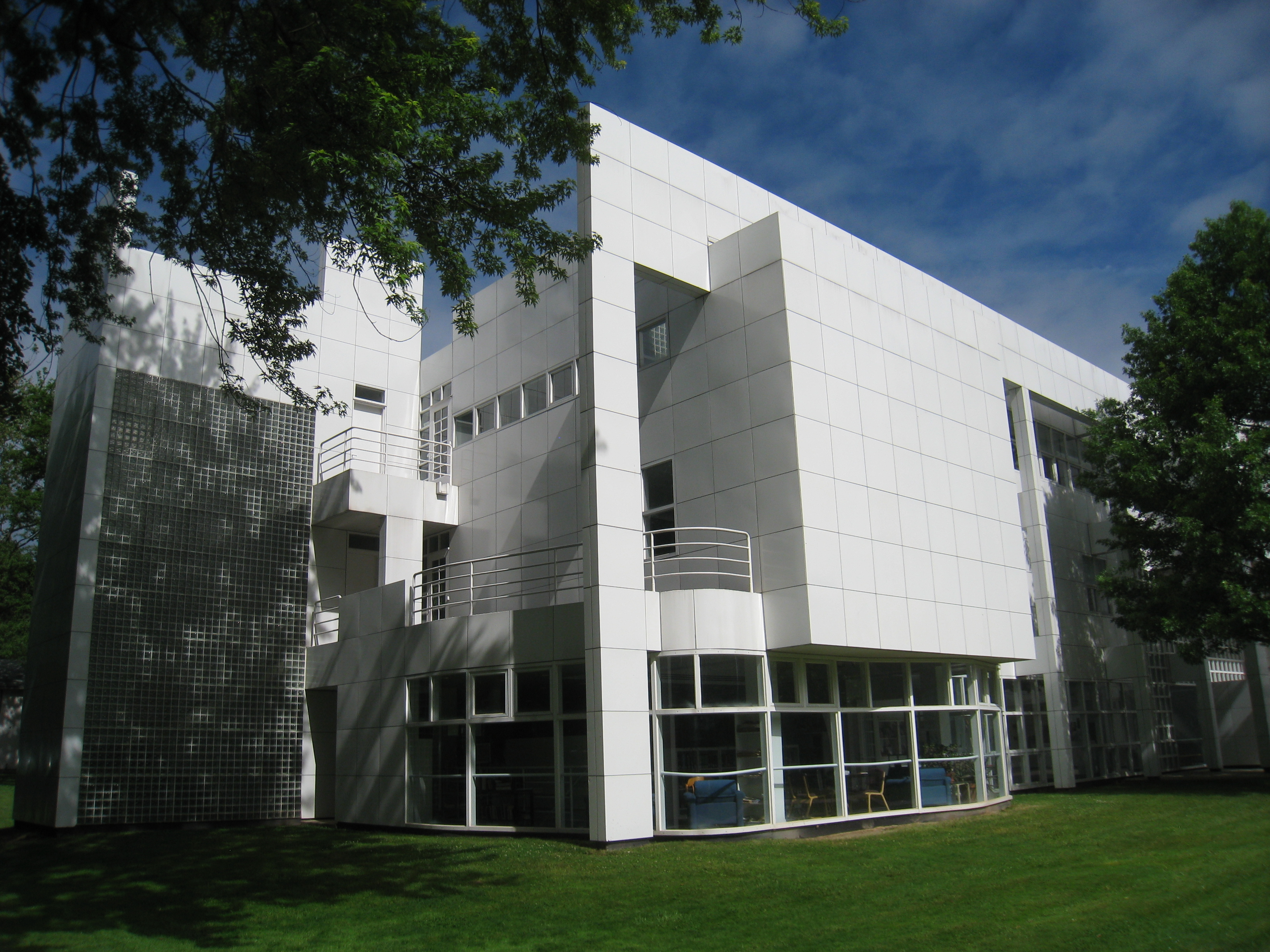
Hartford Seminary

- Frank Buchman, pasteur luthérien et missionnaire, fondateur de la First Century Christian Fellowship en 1921, connue plus tard sous le nom de Oxford Group et transformée par lui en Moral Re-Armament en 1938.
- Asnage Castelly, lutteur américain d'origine haïtienne, qui a représenté Haïti aux Jeux olympiques d'été de 2016 dans la compétition de lutte libre de 74 kg.
- Andrew Young, pasteur, maire d'Atlanta, membre du Congrès américain, ambassadeur auprès des Nations unies, président du Conseil national des églises des États-Unis et membre de la Southern Christian Leadership Conference (SCLC).

## Professeurs notables
- Karl Löwith
- Yahya Michot